# Cârligele
Cârligele es una comuna ubicada en el distrito de Vrancea, Rumania.

## Superficie
Posee una superficie de 40,68 kilómetros cuadrados.

## Demografía
Hasta 2021 la población era de 3378 habitantes, con una densidad de población de 83,04 habitantes por kilómetro cuadrado.